# Erik Enge
Erik Mathiassen Enge, född 3 mars 1852, död 26 oktober 1933, var en norsk politiker.
Enge var medlem av Stortinget 1898-1906 och 1910-12 och tillhörde ett flertal olika kommittéer, och 1905 var han medlem av den stortingsdeputation, som anmodade prins Karl av Danmark att bli Norges kung. 1912-13 var han jordbruksminister i Jens Bratlies regering. Enge var som politiker en framstående och energisk representant för landsbygdsbefolkningen.